# 土曜グランドスペシャル
『土曜グランドスペシャル』（どようグランドスペシャル）は、1978年4月15日から同年8月26日までフジテレビ系列局が編成していたフジテレビ製作の単発特別番組枠である。全20回。編成時間は毎週土曜 19:30 - 20:54 （日本標準時）。
本項では、1979年4月7日から同年8月25日まで同系列局が同じ時間帯に編成していた固有枠名無しの単発特別番組枠についても触れる。

## 歴史
1977年4月、「ナイター中継の裏で冠番組はやりたくない」という萩本欽一の意向によって一旦中断し、同年9月に再開した『欽ちゃんのドンとやってみよう!』（欽ドン!）だったが、1978年4月に再び同じ理由で中断したためにフジテレビはつなぎ番組を放送することになったが、前年に放送した『がんばれ!ピンチヒッターショー』はまったく受けなかったので別の番組を企画した。
フジテレビは1978年度最大のイベントとして、女子プロ野球チーム「ニューヤンキース」を結成し、彼女たちを月に1回の割合で芸能人などのチームと試合をさせる企画を練っており、それをテレビ放送する枠が必要になってきた。だが、当時同系列局のゴールデンタイムでは唯一の単発特別番組枠『火曜ワイドスペシャル』（以降『火WSP』と略記）はレギュラー企画が一杯で、さらにプロ野球ナイター中継も行わねばならず、とても間に合わなかった。そこでこの時間帯に、ニューヤンキースの試合を中心に放送する枠を設けることにした。また、ニューヤンキース宣伝のために同枠の放送番組すべてにニューヤンキースを出演させ、オープニングで彼女たちに歌も歌わせることにした。さらに『欽ドン!』ファンのために、月に1回の割合で『欽ちゃんのドンとやってみよう! ○月編』（「○」には放送月が入る）を放送するようにした。なお、ナイター中継と『欽ドン!』のみニューヤンキースのメンバーは出演せず、彼女たちによる歌も無かった。
なおニューヤンキースの試合は、主にこの年開場された横浜スタジアムで行っていたが、第1戦のみ後楽園球場で行い、また7月15日放送分では軽井沢で行った（地方ロケは唯一）。
こうして開始されたこの枠が同年8月に終了すると、フジテレビは予定通りに『欽ドン!』を再開した。これにより、ニューヤンキースの試合は『火WSP』や、土・日午後の単発枠で『激突!女子野球』として放送されることになり、1979年3月まで続けられた。
それから約半年後、『欽ドン!』が同じ理由で三度目の（そして最後の）中断状態に入ったため、同じ時間帯に固有枠名の無い単発特番枠が編成された。しかし前述の通り、ニューヤンキースの試合は同年3月をもって終了したため、前年に月曜20:00枠で放送されていた『アメリカ大リーグアワー』などのスポーツ番組、アニメ、映画などを放送していた。またナイター中継は、前年にヤクルトスワローズ（フジテレビが球団株を所有している）がセ・リーグ初優勝および日本一を達成した影響から、明治神宮野球場主催のヤクルト戦、それも巨人戦だけでなく他球団とのカードも放送するようになった。
この固有枠名を持たない枠も終了した後、フジテレビの土曜ゴールデンタイムでは2003年10月に『プレミアムステージ』（後の『土曜プレミアム』）がスタートするまでの間、単発特番枠は改編までのつなぎで一時的に編成されたものを除いて24年間編成されなかった。

## テーマソング
- 前期のテーマソングはニューヤンキースが全員で歌っていたが、その曲のタイトルはもとより作詞者も作曲者も不明。
- 後期のテーマソングは「ザ・ベースボール」（作詞：林春生 / 作曲：佐瀬寿一 / 歌：スリーヤンキース（橋本美砂子、松尾貴子、川崎志津子）。

## 放送番組一覧
以下のうち、特記の無いプロ野球ナイター中継回はすべて19:00 - 20:54に放送。その際には、通常は19:00から放送の『ズバリ!当てましょう』（第2期）は休止になった。

### 土曜グランドスペシャル
ニューヤンキースのメンバーは、プロ野球ナイター中継と『欽ドン!』以外の番組すべてに出演していた。『オールスター対抗!女子野球大会』の司会はおりも政夫が、主審は森山周一郎が務めていた。
| 放送日  | 放送番組                                                 | 主な出演者                                                                           | 備考             |
| ------- | -------------------------------------------------------- | ------------------------------------------------------------------------------------ | ---------------- |
| 4月15日 | オールスター春の紅白バレーボール大会                     | 司会：土居まさる 解説：元「東洋の魔女」メンバー 参加者：芸能人多数                   | [ 注 1 ]         |
| 4月22日 | オールスター対抗!女子野球大会「×オールスターズ」         | 木之内みどり（始球式）、フォーリーブス、西城秀樹、ずうとるび                         | 後楽園球場で収録 |
| 4月29日 | プロ野球中継「ヤクルト×巨人」                            |                                                                                      |                  |
| 5月6日  | オールスター対抗!女子野球大会「×オールスターズ」         | ジョー・ディマジオ（始球式）、西城秀樹、清水健太郎、ずうとるび、フォーリーブス、狩人 |                  |
| 5月13日 | オールスター紅白大運動会                                 | 司会：土居まさる 実況：小林大輔 参加者：芸能人多数                                   | [ 注 2 ]         |
| 5月20日 | オールスター対抗!女子野球大会「×オールスターズ」         | 堺正章、チェリッシュ、宮尾すすむ、草川祐馬                                           |                  |
| 5月27日 | オールスター対抗!女子野球大会「×オールスターズ」         | ずうとるび、草川祐馬、宮尾すすむ、井上純一、三笑亭夢之助、青山孝                     |                  |
| 6月3日  | 激突!五種競技 ビューティ・ペアVSニューヤンキース         | ビューティ・ペア、おりも政夫                                                         |                  |
| 6月10日 | オールスター対抗!女子野球大会「×オールジャパン」         | 浜崎真二、青田昇、豊田泰光ほか日本プロ野球OB                                         |                  |
| 6月17日 | 欽ちゃんのドンとやってみよう! 6月編                      | 萩本欽一、欽ドン劇団                                                                 |                  |
| 6月24日 | オールスター対抗!女子野球大会「×オールナインズ」         | 昭和九年会メンバー（一部）、清水健太郎、岩崎宏美                                     |                  |
| 7月1日  | オールスター紅白水泳大会                                 | おりも政夫、芸能人多数                                                               | [ 注 4 ]         |
| 7月8日  | オールスター対抗!女子野球大会「×オールスターズ」         | （不明）                                                                             | [ 注 5 ]         |
| 7月15日 | オールスター対抗!女子野球大会「×オールジャパン」         | 日本プロ野球OB、ピンク・レディー                                                     | 軽井沢で収録     |
| 7月22日 | オールスター対抗!女子野球大会「×オール日活フレンドリー」 | 宍戸錠、長門裕之、浜田光夫、高品格、桂小金治                                         |                  |
| 7月29日 | 欽ちゃんのドンとやってみよう! 7月編                      | 萩本欽一、欽ドン劇団                                                                 |                  |
| 8月5日  | 激突!!女子スター選抜バレーボール大会                     | 参加者：ビューティ・ペア、相本久美子、シェリー、岡崎ひとみ、久我直子                 | [ 注 6 ]         |
| 8月12日 | 真夏の水中フェスティバル・女の子で一杯満員御礼           | 司会：小林大輔 参加者：ビューティ・ペア、榊原郁恵、天馬ルミ子                        | [ 注 7 ]         |
| 8月19日 | 欽ちゃんのドンとやってみよう! 8月編                      | 萩本欽一、欽ドン劇団                                                                 |                  |
| 8月26日 | プロ野球中継「ヤクルト×巨人」                            |                                                                                      | [ 注 8 ]         |

参考：『読売新聞』読売新聞社、1978年4月15日 - 同年8月26日付のラジオ・テレビ欄。

### 固有枠名無しの単発特別番組枠
| 放送日  | 放送番組                                                           | 主な出演者                                                         | 備考                          |
| ------- | ------------------------------------------------------------------ | ------------------------------------------------------------------ | ----------------------------- |
| 4月7日  | プロ野球中継「ヤクルト×横浜大洋」                                  |                                                                    | 19:30 - 20:54に放送           |
| 4月14日 | プロ野球中継「横浜大洋×巨人」                                      |                                                                    |                               |
| 4月21日 | アメリカ大リーグアワー「ドジャース×アストロズ」                    |                                                                    |                               |
| 4月28日 | プロ野球中継「ヤクルト×巨人」                                      |                                                                    |                               |
| 5月5日  | こどもの日スペシャル 怪盗ルパン 813の謎                            | 声：中村嘉葎雄、島田陽子、納谷六朗、富山敬、石丸博也               |                               |
| 5月12日 | アメリカ大リーグアワー「カブス×レッズ」                            |                                                                    |                               |
| 5月19日 | 全日本空手道選手権大会                                             | 実況：出野徹之 解説：郷田勇三 ゲスト：マッハ文朱                   |                               |
| 5月26日 | プロ野球中継「横浜大洋×巨人」                                      |                                                                    |                               |
| 6月2日  | 体操ワールドカップ'79                                              |                                                                    |                               |
| 6月9日  | 日ソ対抗バレーボール・女子                                         |                                                                    |                               |
| 6月16日 | 喜劇 駅前飯店                                                      | 森繁久彌、フランキー堺、伴淳三郎、三木のり平、山茶花究、王貞治     | 1962年東京映画作品            |
| 6月23日 | プロ野球中継「横浜大洋×ヤクルト」                                  |                                                                    | 19:30 - 20:54に放送           |
| 6月30日 | トンデモネズミ大活躍                                               | 声：野沢雅子、熊倉一雄、杉山佳寿子、石坂浩二                       | 日生ファミリースペシャル      |
| 7月7日  | 喜劇団体列車                                                       | 渥美清、佐久間良子、ミヤコ蝶々、笠智衆                             | 1967年東映作品                |
| 7月14日 | プロ野球中継「中日×巨人」                                          |                                                                    | 東海テレビ制作                |
| 7月21日 | 夏休みスペシャル ゴジラ・ガメラ・ウルトラマン!怪獣クイズだ大集合!! | 高島忠夫、井上孝雄、青空球児・好児、怪獣マニアの一般児童           |                               |
| 7月28日 | プロ野球二元中継「ヤクルト×中日」・「広島東洋×横浜大洋」           |                                                                    | 「広×洋」戦はテレビ新広島制作 |
| 8月4日  | プロ野球中継「ヤクルト×広島東洋」                                  |                                                                    | 19:30 - 20:54に放送           |
| 8月11日 | 夏休み特別企画 長靴をはいた猫 80日間世界一周                       | 声：なべおさみ、神山卓三、滝口順平、大塚周夫、はせさん治           | 1976年東映動画作品            |
| 8月18日 | 夏休み特別企画 シャーロットのおくりもの                            | 声：岸田今日子、谷啓、ハナ肇、なべおさみ、石坂浩二                 | 1973年アメリカ製アニメ        |
| 8月25日 | 第9回 日本の祭り                                                   | 司会：坂本九、玉置宏 ゲスト：あき竹城、朝比奈マリア 全国各地の祭り | [ 注 10 ]                     |

参考：『読売新聞』読売新聞社、1979年4月7日 - 同年8月25日付のラジオ・テレビ欄。

## エピソード
- ピンク・レディーが出場した時にはルールが一部変更。守備ではショートの位置にミーとケイが2人揃って立ち（つまりオールジャパンは10人で守備）、また攻撃ではミーとケイが1順ずつ交代した。
- ニューヤンキースは、本枠放送番組以外のフジテレビの番組にも出演して回っていた。『クイズ・ドレミファドン!』1978年8月13日放送分の「オールスター番組対抗戦」にも、『夜のヒットスタジオ』や『スターどっきり㊙報告』などの出演者たちとともに『土曜グランドスペシャル』名義で参加した。
- 関東地区で『喜劇 駅前飯店』が放送された1979年6月16日には、同じ日の16:00 - 17:25 （『土曜邦画劇場』）に同じ駅前シリーズ作品である『喜劇 駅前弁当』（1961年東京映画作品）が放送された。さらに『長靴をはいた猫 80日間世界一周』が放送された同年8月11日には、同じ日の14:30 - 15:55 （『土曜スペシャル』）に同じく東映動画作品である『安寿と厨子王丸』（1961年東映動画作品）が放送された。
- スリーヤンキースは活動当時ジャニーズ事務所に所属していた。彼女たちが歌った本枠のテーマソング「ザ・ベースボール」は、2010年12月27日放送の『中居正広の怪しい本の集まる図書館「怪しい噂」や「都市伝説」に白黒つけちゃうぞスペシャル!!』（テレビ朝日）で「ジャニーズ事務所には過去、女性アイドルが存在していた」という都市伝説が実話であることの証明として紹介された。

## 1993年から1996年の土曜20時枠
『ウッチャンナンチャンのやるならやらねば!』番組終了から『めちゃ×2イケてるッ!』番組開始までに放送された特別番組。
| 放送日         | 開始        | 番組                                                                               |
| -------------- | ----------- | ---------------------------------------------------------------------------------- |
| 1993年06月26日 | 20:00       | ウッチャンナンチャンのやるならやらねば! 最終回                                     |
| 1993年07月03日 | 19:04       | プロ野球「ヤクルト×巨人」                                                          |
| 1993年07月10日 | 19:00       | サッカーJリーグ「鹿島アントラーズ×サンフレッチェ広島」                             |
| 1993年07月17日 | 20:00       | あなたの心のスター大全集!!                                                         |
| 1993年07月24日 | 19:04 19:00 | 【中止】プロ野球「中日×巨人」 【代替】いたずらウォッチング!!                       |
| 1993年07月31日 | 20:00       | 人気バラエティ感動の最終回大特集!                                                  |
| 1993年08月07日 | 19:04       | プロ野球「中日×巨人」                                                              |
| 1993年08月14日 | 20:00       | さんまの第1回オールスタースポーツするぞ!大放送                                     |
| 1993年08月21日 | 19:04       | プロ野球「横浜×巨人」                                                              |
| 1993年08月28日 | 20:00       | ウゴウゴルーガ なつデラックス                                                      |
| 1993年09月04日 | 20:00       | いたずらスペシャル!!天下無敵のチビタリアン                                         |
| 1993年09月11日 | 20:00       | 追悼特別企画「ハナ肇さん・やすらかに!私たちはあなたのことを忘れない」              |
| 1993年09月18日 | 20:00       | ムツゴロウのゆかいな動物なかよし物語                                               |
| 1993年09月25日 | 19:00       | さんまのテレビの裏側全部見せますPART12                                             |
| 1993年10月02日 | 19:00       | たけし・逸見の平成教育委員会 秋祭りスペシャル                                      |
| 1993年10月09日 | 19:00       | ダウンタウンのイタい奴っちゃなァー芸能界まるごとウタわしたろかァ!?                 |
| 1993年10月16日 | 20:00       | ボクたちのドラマシリーズ 初回                                                      |
| 1994年01月01日 | 18:35       | 1994新春かくし芸大会                                                               |
| 1994年01月08日 | 19:00       | たけし・逸見の平成教育委員会 入試直前スペシャル                                    |
| 1994年03月19日 | 20:00       | ボクたちのドラマシリーズ 最終回                                                    |
| 1994年03月26日 | 19:02       | サッカーJリーグ「清水エスパルス×ヴェルディ川崎」                                   |
| 1994年04月02日 | 19:00       | たけし・逸見の平成教育委員会 進級テストスペシャル                                  |
| 1994年04月09日 | 19:02       | 緊急スペシャル!超常現象を見た!!                                                    |
| 1994年04月16日 | 20:00       | ゴールデンタイム 初回                                                              |
| 1994年05月14日 | 19:04       | プロ野球「横浜×巨人」                                                              |
| 1994年06月25日 | 19:04       | プロ野球「横浜×巨人」                                                              |
| 1994年07月02日 | 19:04       | プロ野球「ヤクルト×巨人」                                                          |
| 1994年07月23日 | 19:04       | プロ野球「中日×巨人」                                                              |
| 1994年08月06日 | 19:04       | プロ野球「中日×巨人」                                                              |
| 1994年08月20日 | 19:04       | プロ野球「広島×巨人」                                                              |
| 1994年08月27日 | 19:02       | サッカーJリーグ「清水エスパルス×ヴェルディ川崎」                                   |
| 1994年09月17日 | 20:00       | ゴールデンタイム 最終回                                                            |
| 1994年09月24日 | 19:04 19:00 | 【中止】プロ野球「横浜×巨人」 【代替】熱血家族スペシャル・はたらき者奮闘記         |
| 1994年10月01日 | 19:00       | ムツゴロウのゆかいな動物王国                                                       |
| 1994年10月08日 | 18:30       | プロ野球「中日×巨人」                                                              |
| 1994年10月15日 | 19:00       | 欽ちゃんスペシャル家族対抗歌合戦II                                                 |
| 1994年10月22日 | 19:02       | サッカーJリーグ「清水エスパルス×鹿島アントラーズ」                                 |
| 1994年10月29日 | 19:00       | 平成教育委員会 北野先生も知らぬ(秘)奥の手下剋上スペシャル!!                        |
| 1994年11月05日 | 19:02       | サッカーJリーグ「ヴェルディ川崎×名古屋グランパス」                                 |
| 1994年11月12日 | 20:00       | 学校では教えてくれないこと!! 初回                                                  |
| 1994年12月17日 | 19:00       | 今夜は生放送!平成教育委員会スペシャル!                                             |
| 1994年12月24日 | 19:00       | '94夜のヒットスタジオ超Xmasデラックス                                              |
| 1994年12月31日 | 18:30       | テレビの鉄人!大晦日の祭典スペシャル                                                |
| 1995年01月07日 | 19:00       | 平成教育委員会 たけし先生お墨付!?果報は寝て待て!合格祈願!今回がホントのスペシャル! |
| 1995年01月14日 | 19:00       | 平成教育委員会!愛の寒げいこスペシャル!                                             |
| 1995年03月25日 | 19:00       | 平成教育委員会!復活たけし先生は止まらない全開宣言スペシャル                        |
| 1995年04月01日 | 19:00       | 緊急生放送!スーパータイムスペシャル サリンとオウム真理教を結ぶ点と線               |
| 1995年04月08日 | 19:00       | あっぱれさんま大先生 春のスペシャル                                                |
| 1995年04月15日 | 19:00       | ウッチャンナンチャンの芸能界黄金伝説!                                              |
| 1995年04月22日 | 19:04 20:00 | 【中止】プロ野球「中日×巨人」 【代替】学校では教えてくれないこと!!                 |
| 1995年04月29日 | 19:00       | 緊急スペシャル「オウム王国崩壊!麻原教祖戦慄の野望とXデー」                         |
| 1995年05月06日 | 20:00       | 緊急スペシャル「崩壊オウム王国!麻原教祖絶体絶命」                                  |
| 1995年05月13日 | 19:04       | プロ野球「ヤクルト×巨人」                                                          |
| 1995年06月17日 | 19:02       | サッカーJリーグ「清水エスパルス×ヴェルディ川崎」                                   |
| 1995年07月15日 | 19:04       | プロ野球「横浜×巨人」                                                              |
| 1995年07月22日 | 19:04       | プロ野球「中日×巨人」                                                              |
| 1995年07月29日 | 19:04       | プロ野球「ヤクルト×巨人」                                                          |
| 1995年08月05日 | 19:04       | プロ野球「横浜×巨人」                                                              |
| 1995年09月02日 | 19:02       | サッカーJリーグ「鹿島アントラーズ×ヴェルディ川崎」                                 |
| 1995年09月09日 | 20:00       | 学校では教えてくれないこと!! 最終回                                                |
| 1995年09月16日 | 19:02       | サッカーJリーグ「鹿島アントラーズ×柏レイソル」                                     |
| 1995年09月23日 | 19:00       | オールスター体力限界バトル!バカぢからvs.底ぢからの祭典!!                           |
| 1995年09月30日 | 19:04       | プロ野球「ヤクルト×巨人」                                                          |
| 1995年10月07日 | 19:00       | 平成教育委員会 さあかかって来なさい!!炎の史上最強スペシャル                        |
| 1995年10月14日 | 19:00       | 上岡・鶴瓶のガンバレ世界の日本人                                                   |
| 1995年10月21日 | 18:05       | プロ野球日本シリーズ「オリックス×ヤクルト」                                        |
| 1995年10月28日 | 19:00       | 緊急特番!超常現象に挑む                                                            |
| 1995年11月04日 | 19:58       | ワールドカップバレーボール'95・女子「日本×ペルー」                                 |
| 1995年11月11日 | 19:58       | ワールドカップバレーボール'95・女子「日本×ケニア」                                 |
| 1995年11月18日 | 19:58       | ワールドカップバレーボール'95・男子「日本×カナダ」                                 |
| 1995年11月25日 | 19:00       | 超豪華オールスター!美女だらけの温泉天国スペシャルパート4                           |
| 1995年12月02日 | 19:03       | ワールドカップバレーボール'95・男子「日本×ブラジル」                               |
| 1995年12月09日 | 19:00       | オウム最大級スクープ独占入手!!麻原彰晃被告取り調べ内容                             |
| 1995年12月16日 | 19:00       | 平成教育委員会 ヒラメキ一発!知識無用のIQテストスペシャル                           |
| 1995年12月23日 | 19:00       | '95夜のヒットスタジオ超Xmasスペシャル                                              |
| 1995年12月30日 | 18:30       | '95FNS番組対抗NG名珍場面大賞スペシャル                                             |
| 1996年01月06日 | 18:30       | さんまのオールスタースポーツするぞ!今年もよろしく大新年会!!                        |
| 1996年01月13日 | 19:55       | BANG! BANG! BANG! 初回                                                             |
| 1996年01月20日 | 19:00       | 平成教育委員会10大(秘)ワザ連発!絶対得する入試直前スペシャル!!                      |
| 1996年03月23日 | 19:00       | BANG! BANG! BANG! ガッツなスーパーアリーナスペシャルIN横浜アリーナ                 |
| 1996年03月30日 | 19:00       | 緊急生放送!スーパータイム・スペシャル!!真実の衝撃                                  |
| 1996年04月06日 | 19:00       | 平成教育委員会ガッツだぜ!合格バンザイ!!春だ満開スペシャル!!                        |
| 1996年04月13日 | 19:04       | プロ野球「横浜×巨人」                                                              |
| 1996年06月08日 | 19:04       | プロ野球「中日×巨人」                                                              |
| 1996年06月29日 | 19:04       | プロ野球「広島×巨人」                                                              |
| 1996年07月13日 | 18:00       | FNSの日十周年記念「1億2500万人の超夢リンピック」                                   |
| 1996年08月03日 | 19:04       | プロ野球「中日×巨人」                                                              |
| 1996年09月14日 | 19:58       | BANG! BANG! BANG! 最終回                                                           |
| 1996年09月21日 | 19:00       | 平成教育委員会秋一番頭もカラダも大運動会スペシャル                                 |
| 1996年09月28日 | 19:00       | ナインティナインの出世街道!モテさせてくれてありがとうスペシャル!!                  |
| 1996年10月05日 | 19:00       | スーパータイム・スペシャル!全国美人アナ対抗ニュース映像大賞                        |
| 1996年10月12日 | 19:00       | “ママ僕がんばるよ”愛と涙の感動ドキュメント!こども病院24時                          |
| 1996年10月19日 | 20:00       | めちゃ×2イケてるッ! 初回                                                           |

| フジテレビ系列 土曜20:00枠              | フジテレビ系列 土曜20:00枠 | フジテレビ系列 土曜20:00枠 |
| 前番組                                  | 番組名                     | 次番組                     |
| --------------------------------------- | -------------------------- | -------------------------- |
| ウッチャンナンチャンのやるならやらねば! | 単発特別番組枠             | ボクたちのドラマシリーズ   |
| 学校では教えてくれないこと!!            | 単発特別番組枠             | BANG! BANG! BANG!          |